# Xelhua
Xelhua è uno dei sette giganti della mitologia azteca che sfuggirono all'inondazione scalando la montagna di Tlaloc nel paradiso terrestre, per poi costruire la grande piramide di Cholula. Un monaco domenicano scrisse:
Quando l'acqua si ritirò, uno dei giganti, chiamato Xelhua e soprannominato l'Architetto, si recò a Cholula dove, per ringraziare Tlaloc che aveva offerto un rifugio a lui ed ai suoi sei fratelli, costruì una collina artificiale a forma di piramide. Ordinò di preparare i mattoni nella provincia di Tlalmanalco, ai piedi della Sierra di Cecotl, e per trasportarli a Cholula mise una fila di uomini che li passavano da mano a mano. Gli dei videro, arrabbiandosi, un edificio la cui cima stava per toccare le nuvole. Irritati dall'audace opera di Xelhua, diedero fuoco alla piramide. Molti operai morirono. Il lavoro fu sospeso, ed il monumento fu in seguito dedicato a Quetzalcoatl»
(sacred-texts.com)